# اندیس کرومیت جنوب بندان
کرومیت جنوب بندان یک اندیس فلزی است که در حوالی شهر زابل استان سیستان و بلوچستان قرار دارد و مادهٔ معدنی موجود در آن، کرومیت است.سنگ میزبان این اندیس پیریدوتیت تکتونیزه است و دیرینگی آن به دوران کرتاسه بالایی می‌رسد. 